# Жуліо Сезар Базіліо Да Сілва
Жуліо Сезар Базіліо Да Сілва (порт.-браз. Júlio César Basílio da Silva; нар. 6 грудня 1996, Можі-дас-Крузіс, Сан-Паулу, Бразилія) — бразильський футболіст, центральний захисник індонезійського «Борнео», який виступає в оренді за рівненський «Верес».

## Життєпис
Вихованець «Корінтіанса». На батьківщині виступав за клуб «Америка» з Натала, також «Греміо Катандувенсе», «Галісію» та «Фламенго». У складі «Америки» 2018 року став срібним призером Ліги Потігуар. У 2019 році перебрався до Європи, став гравцем команди четвертого за силою дивізіону Іспанії — «Вільяфранка».
18 січня 2020 року підписав контракт із білоруським клубом «Вітебськ». У Вищій лізі дебютував 21 березня у грі першого туру з «Городеєю». Жуліо Сезар вийшов на поле на 62-й хвилині замість Іона Ніколаєску. Наприкінці листопада 2022 року у ЗМІ з'явилася інформація, що футболіст покинув клуб, яку згодом підтвердив директор клуба, зазначивши що в гравця завершився термін дії контракту.
У січні 2023 року перейшов до індонезійського клубу «Борнео». Дебютував за клуб 21 січня 2023 року у матчі проти клубу «Баріто Путера».
У середині липня 2023 року перейшов в оренду до «Вереса». Дебютував за клуб 28 липня 2023 року у програному (0:2) матчі 1-го туру Прем'єр-ліги України проти житомирського «Полісся». Сезар вийшов на поле в стартовому складі та відіграв увесь матч.

## Досягнення
«Америка» (Натал)
- Ліга Потігуар
  -  Срібний призер (1): 2018